# Гірнича промисловість Ботсвани
Гірнича промисловість Ботсвани
Частка у ВВП — у 1991 р становила 41,6 %, у 1996 — понад 33 %. Провідні підгалузі — алмазна і мідно-нікелева, видобувають також вугілля, сіль, соду. Експорт: алмази, мідно-нікелевий концентрат (табл.).

## Окремі галузі
Алмази. Ботсвана — світовий лідер видобутку алмазів. Багаті родовища алмазів, виявлені далі на захід за Франсістаун, з 1971 розробляються змішаною компанією, що належить «Де Бірс консолідейтид майнз» і уряду Ботсвани. До початку 1990-х років обсяг річного видобутку перевищив 17 млн карат, а вивіз алмазів становив бл. 80 % експортних надходжень і понад 33 % національного прибутку. У 1997 Ботсвана видобула 20,1 млн карат алмазів і експортувала їх на суму 1582 млн дол.
Станом на 1998 р. загальний видобуток алмазів у країні становив 19,77 млн карат при загальному обсязі переробки кімберлітів 21,07 млн т. Розробки веде компанія Debswana — 50:50 спільне підприємство уряду країни і корпорації De Beers. У 2001 р. видобуток — 24, 65 млн кар., алмази становили бл. 80 % експорту Ботсвани і 50 % надходжень у казну країни. У 2002 р. видобуток алмазів у Ботсвані склав 28.6 млн кар., орієнтовна вартість яких становила 2 млрд дол. Динаміка видобутку позитивна, що пов'язано із збільшенням видобутку на двох головних рудниках компанії Debswana — Орапа і Джваненг (у 2002 — відповідно на 9.8 і 5.6 %).
Перший в Ботсвані алмазний рудник був побудований на родов. Орапа в 1971 р., Рудник в Летлхакане став до ладу в 1976 р. З 1981 р в Ботсвані працює найбільший за вартістю продукції алмазний рудник світу — Джваненґ. Станом на 2002 р. діють великі алмазні рудники Орапа і Джваненґ, кожний з яких дає близько 12 млн кар. алмазів на рік, менший рудник Летлхакане — бл. 1 млн кар./рік [African Mining. 2002. V.7].
У 200/2001 р спостерігалося винятково високе зростання в гірничому секторі — 19 % проти теж високого показника — 12,1 % у 1999/2000. Аналітики розцінюють це як наслідок розширення робіт на алмазному руднику Орапа.
У 2002 р. у Ботсвані вперше за останні 22 роки відкрито новий алмазний рудник — Дамча (Damtshaa), власником якого є компанія Debswana. Тут розробляють декілька невеликих кімберлітових трубок. На родовищі збагачують 43.6 млн т руди з сер. вмістом алмазів 0.126 кар./т, що відповідає 5.5 млн кар. алмазів. Продуктивність збагачувальної фабрики — 200 т/год. Ця потужність фабрики може бути подвоєна в 2005 р., що обумовить термін функціонування підприємства 19 років. У 2003 р. тут планують видобути бл. 193 тис. кар. алмазів. Дамча — «сателітне» підприємство рудника Орапа, розширення якого завершено в 2000 р African Mining. 2002. V.7].
За 2000—2002 рр. провідна компанія Debswana автоматизувала багато виробничих процесів, побудувала повністю автоматизовані збагачувальну і сортувальну установки для збагачення алмазів на Орапе і Джваненгу [Rapaport TradeWire]. Разом з тим, Debswana в 1994 р. втратила права на деякі з трубок групи Орапа, вони були придбані австралійською компанією Auridiam, яка провела в 2000 р. пробний видобуток на трубці BK16 (відома як Tandeka). Права Auridiam у 2002 перейшли до компанії Blina Diamonds.
Мідь і нікель. З 1970-х років розробляються родовища мідно-нікелевої руди в Селебі-Пікве. У 1990 було видобуто бл. 40 тис. т руди. До 1997 обсяги виробництва міді і нікелю знизилися, склавши в сукупності 34,8 тис. т.
Мідно-нікелевий видобуток на руднику Selebi-Phikwe контролює компанія BCL — дочірня Botswana RST (BRST). Планується експлуатація копальні до 2010 р. Виробництво металу в концентратах у 2000 р: міді — 16300 т, нікелю — 13400 т, у 2001 р відповідно 14900 т і 12600 т.
Компанія Tati Nickel Mining Co. (TNMC) управляє шахтою Selkirk і кар'єром Phoenix біля Франсісктауну (Francistown). Виробництво TNMC у 2001 р склало 6 305 т нікелю і 2 157 т міді.
Вугілля. У 1990-х роках вугілля видобували на родов. Палапьє. Видобуток кам'яного вугілля В Ботсвані в 1996 досяг 763 тис. т.
Золото. Австралійською компанією Gallery Gold розвідане Au-родовище Мапан (Mupane), приурочене до пластів залізистих кварцитів, розвинених в товщі сланців. На ньому планують щорічно кар'єрами добувати 0.75 млн т багатої і 1 млн т рядової руди і отримувати 3-3.6 т золота [African Mining. 2002. V.7, № 3].